# Johann David von Palm
Johann David von Palm (* 22. April 1657 in Esslingen am Neckar; † 16. Februar 1721 in Wien) war ein deutscher Bankier und kaiserlicher Hofkammerrat aus dem Adelsgeschlecht der Palm.

## Herkunft
Johann David Palm war der Sohn des kaiserlichen Rats Johann Heinrich Palm (1632–1684) in Esslingen und der Anna Katherina Palm geb. Mauchart (1638–1702). Er trat um 1683 vom evangelischen zum katholischen Glauben über. Seine Brüder Johann Heinrich, Jonathan und Franz blieben zeitlebens evangelisch und ihrer Vaterstadt Esslingen treu. Johann Heinrich sympathisierte sogar mit der separatistischen pietistischen Bewegung in Süddeutschland.

## Leben und Beruf
Johann David Palm trat 1676 nach einem juristischen Studium in Tübingen in die kaiserliche Heeresverwaltung ein. Er war bei der Versorgung der Stadt Wien im Pestjahr 1679, der Beilegung des böhmischen Bauerntumults und der Belagerung Wiens durch die Türken 1683 an mehreren Sondermissionen beteiligt. Während des zweiten Türkenkrieges war er seit 1684 im Generalkriegskommissariat als erster Generalkriegssekretär für das gesamte Kontributions- und Einquartierungswesen verantwortlich. In Anerkennung seiner Verdienste wurde Johann David Palm 1687 in den ungarischen Adelsstand erhoben.
Nach seiner Heirat mit Anna Maria Mondenz, der Tochter eines Wiener Kaufmanns, wurde er auch als Unternehmer tätig. Die Mondenz'sche Handlung entwickelte sich schnell zu einem der führenden österreichischen Privatbankhäuser. Nach Übernahme der Mondenz'schen Handlung holte Johann David seine Brüder Johann Heinrich (1660–1710), Jonathan (1671–1740) und Franz (1676–1742), die alle eine kaufmännische Ausbildung und enge geschäftliche Verbindungen zu den großen Augsburger Handelshäusern wie den Fugger besaßen, in das Wiener Unternehmen. Die Handlung expandierte stark im Kredit- und Juwelengeschäft.
1690 wurde Johann David Palm durch Kaiser Leopold I. zum kaiserlichen Hofkammerrat ernannt. 1694 erfolgte seine Ernennung zum Direktor des Generalkriegskommissariats. Seit 1700 leitete er in der Hofkammer das ungarische und das militärische Referat. Zusammen mit dem Hofkammerpräsidenten Graf Starhemberg, dem Grafen Kaunitz sowie Prinz Eugen von Savoyen reformierte er die ungarische, die siebenbürgische und die österreichische Finanzverwaltung. Zusammen mit Starhemberg entwarf er den Plan zur Errichtung der Wiener Stadtbank, die dem Staat über Jahrzehnte hinweg auf solidem Weg Kredite zuführte. Unter Palms Leitung erfolgte die Zentralisierung der Finanzverwaltung und die Reform der Tiroler Kammer.
1711 folgte für die Brüder die Erhebung in den erblichen Reichsritterstand. Johann Heinrich und Jonathan erwarben bei Rückzug aus dem Wiener Geschäft das Rittergut Mühlhausen am Neckar und immatrikulierten sich in der Schwäbischen Reichsritterschaft. Johann David ließ sich dagegen in Niederösterreich begütern.
Die Gebrüder Palm häuften durch ihre Geschäftstätigkeit ein beträchtliches Vermögen an. Auch Johann David behielt trotz seines katholischen Glaubens zeitlebens das Esslinger Bürgerrecht. Jedoch wahrte er stets diskrete Distanz nach Esslingen und lehnte zahllose Avancen der Städtevater ab, wie etwa ein gutes Fass Neckarwein, da er den Trunk nicht liebe. Nur einmal ließ er sich erweichen und gab aufgrund seines "herzlichen Mitleids wegen der schweren französischen Kontribution" während des Spanischen Erbfolgekrieges der geldbedürftigen Reichsstadt ein Anleihen über 11.000 Gulden zu sechs Prozent Zinsen aus.

## Ehe und Nachkommen
Palm heiratete 1689 in Wien in zweiter Ehe Anna Maria Mondenz (1673–1714), sie hatten fünf Kinder, darunter auch Carl Joseph von Palm (1698–1770). Dieser war unter anderem kaiserlicher bevollmächtigter Minister in England, erlangte 1729 die Erhebung in den Reichsfreiherrenstand und 1750 in den Reichsgrafenstand. Carl Joseph von Palm (1749–1814), ein Enkel Johann David Palms, erreichte 1783 die Erhebung in den Reichsfürstenstand.